# 24-Stunden-Rennen auf dem Nürburgring 1993

Streckenführung für das 24-Stunden-Rennen ab 1984

Das 21. 24-Stunden-Rennen auf dem Nürburgring fand vom 12. auf den 13. Juni 1993 auf dem Nürburgring statt.

## Rennergebnis
Nach vier Siegen in Folge für einen BMW M3 E30 gewann 1993 wieder ein Porsche 911 mit einem Dreifachsieg das 24-Stunden-Rennen auf dem Nürburgring. Der erste Platz ging an Konrad Motorsport mit Antonio De Azevedo, Franz Konrad, Oernulf Wirdheim und Frank Katthöfer, der zweite Platz ging an Freisinger Motorsport mit Edgar Dören, Michael Irmgartz und Wolfgang Kaufmann, auf dem dritten Platz kamen Uwe Eickwinkel, Herbert Wolf, Darius Ahrabian und Marco Werner ins Ziel.
Neben zwei Opel Omega 3000 auf den Plätzen vier und fünf, einem Audi S2 Coupé auf Rang 18 und einem BMW 325i auf Rang 20 klassierten sich in den Top 20 nur Porsche 911 Carrera und BMW M3.
Das Siegfahrzeug fuhr 129 Runden und legte dabei eine Renndistanz von 3271,31 km zurück. Der Vorsprung von 53,20 Sekunden auf das zweitplatzierte Fahrzeug ist der bis dahin geringste Abstand in der Geschichte des 24-Stunden-Rennens. Von den 175 gestarteten Fahrzeugen wurden 128 gewertet.

## Streckenführung
Seit dem Umbau der Strecke im Jahr 1983 wurde das 24-Stunden-Rennen am Nürburgring auf einer Kombination aus Nordschleife und Grand-Prix-Strecke ausgetragen.